# Kleszcze (powiat stargardzki)
Kleszcze – osada sołectwa Ścienne w Polsce, w województwie zachodniopomorskim, w powiecie stargardzkim, w gminie Ińsko, sołectwo Ścienne, położona 4 km na północny zachód od Ińska (siedziby gminy) i 33 km na północny wschód od Stargardu (siedziby powiatu).
W latach 1975–1998 miejscowość administracyjnie należała do województwa szczecińskiego.
Wieś jest położona na Pojezierzu Ińskim, nad jeziorem Ińsko – 5 miesz. w 2008.